# Rotationsbeschichtung

Schema der Rotationsbeschichtung

Die Rotationsbeschichtung (engl. spin coating, auch spin-on) ist in der Halbleiter- und Mikrosystemtechnik ein Verfahren zum Auftragen dünner und gleichmäßiger Schichten bzw. Filme auf einem Substrat. Zum Aufschleudern eignen sich alle in Lösung vorliegenden Materialien, wie z. B. der bei der Fotolithografie verwendete Fotolack (engl.: resist).

## Prozessablauf

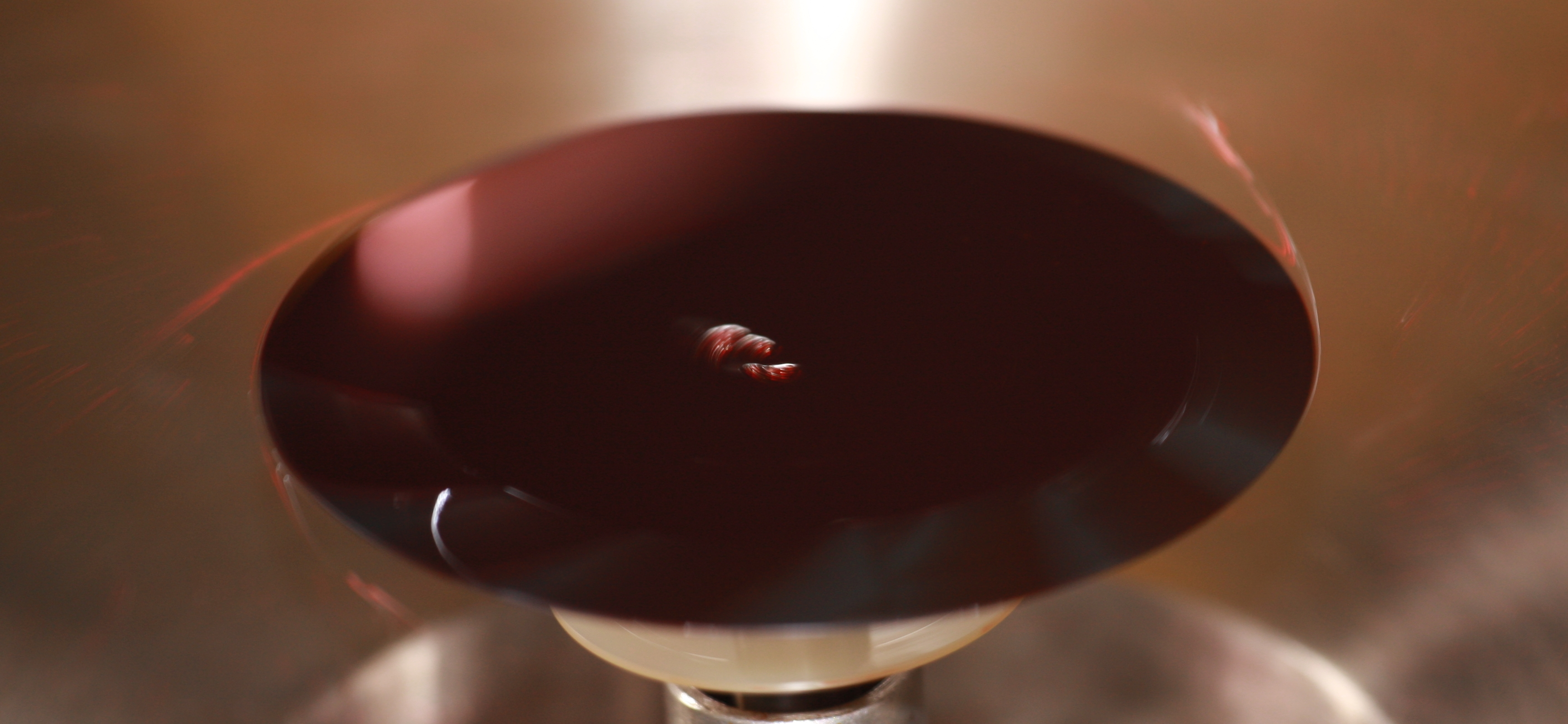
Rotationsbeschichtung eines Wafers mit einem Fotolack.

Das Substrat, oft ein Wafer, wird auf einem Drehteller, dem Chuck, mittels Vakuumansaugung an der Unterseite fixiert. Mit einer Dosiereinrichtung über dem Zentrum des Wafers wird die gewünschte Menge der Lösung aufgebracht. Beschleunigung, Enddrehzahl und Zeit werden am Spin-coater eingestellt, und die Lösung wird gleichmäßig über die Waferoberfläche verteilt. Eventuell überschüssiges Material wird vom Wafer abgeschleudert. Typischerweise werden Polymerlösungen verwendet, wobei auch die molare Masse, deren Verteilung und Viskosität einen direkten Einfluss auf die Schichtdicke haben (Details, Modelle und nützliche Gleichungen siehe).
Um eine feste Schicht zu erhalten, ist es notwendig, das Lösungsmittel zu entfernen. Ein Teil des Lösungsmittels verflüchtigt sich schon beim Aufschleudern. Dies kann durch einen beheizten Chuck oder durch anschließendes Ausheizen (Tempern, Soft Bake) erhöht werden.

## Verwendung

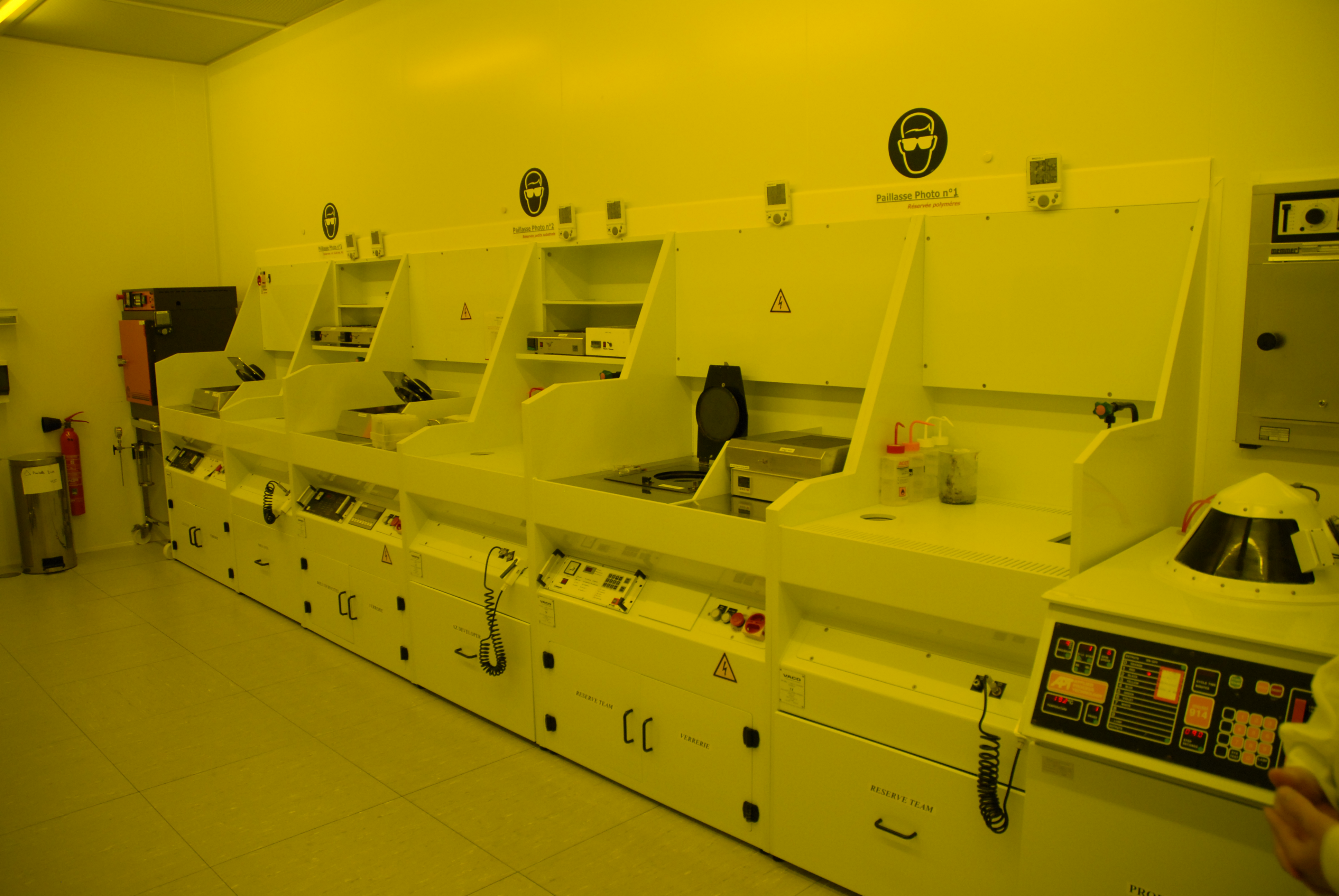
Rotationsbeschichtungsanlagen für den Photolackauftrag unter photochemisch unwirksamer Beleuchtung („Gelblicht“)

In der Halbleitertechnik sind Schichtdicken von bis zu 5 µm und darunter üblich. Nach der fotolithografischen Strukturierung werden sie in der Regel als Maskierungsschicht genutzt und die genaue Dicke wird entsprechend den Anforderungen hinsichtlich Strukturierbarkeit (Strukturgrößen und Aspektverhältnisse) so wie der nachfolgenden Bearbeitung ab, z. B. flache oder tiefe Ionenimplantation oder der Tiefe einer Plasmaätzung. In der Mikrosystemtechnik werden auch höhere Strukturen benötigt. In diesem Bereich werden Schichtdicken bis in den Millimeterbereich in einem oder mehreren Prozessschritten aufgebaut, da die herzustellenden Strukturen häufig mithilfe des Fotolacks, z. B. durch galvanische Verfahren, erstellt werden. Des Weiteren wird das Verfahren in diesem Bereich auch zum Auftrag von Antireflexionsbeschichtungen (z. B. silicon-containing anti-reflective coating, SiARC), organischen Planarisierungsschichten (engl. organic planarization layer, OPL) und Korrosios- bzw. Verkapselungsschichten (z. B. aus Imiden) eingesetzt.
Rotationsbeschichtung wird darüber hinaus in der Biologie verwendet, um auf Substraten für die Zellkultur oder Mikroskopie, etwa Objektträger oder Deckgläser, die Zelladhäsion zu erhöhen. Eine typische Beschichtung ist Poly-D-Lysin.